# Georges Huart
Pour les articles homonymes, voir Huart.
Georges Huart est un entraîneur français de football né le 16 janvier 1930 à Quarouble (Nord) et décédé le 15 novembre 1984 à Vichy (Allier). Il a dirigé du banc de touche les joueurs des deux principaux clubs lorrains, le FC Metz et l'AS Nancy-Lorraine.

## Biographie
Georges Huart naît le 16 janvier 1930 à Quarouble (Nord). Il ne fut jamais un footballeur de haut-niveau. En 1964, alors âgé de seulement 34 ans, il prend les rênes de l'AS Aulnoye et parvient à stabiliser le club de cette petite ville de 10 000 habitants en CFA puis Division 3, qui sont à l'époque les niveaux amateurs les plus élevées dans la hiérarchie du football français.
Il intègre à partir de l'été 1974 le staff du FC Metz au poste d'entraîneur adjoint tout en dirigeant en parallèle le centre de formation. Huart est appelé  à faire l'intérim à la suite de l'absence de René Vernier entre août et octobre 1974 puis il le remplace définitivement celui-ci à partir de janvier 1975. Les Grenats terminent néanmoins la saison sur une belle 8e place en Championnat de France de Division 1 et Huart est reconduit pour la saison suivante. La saison 1975-1976 demeure une des meilleures depuis la création du club mosellan, grâce à une 6e place acquise en D1 et un parcours en Coupe de France amenant les Messins en demi-finales. Georges Huart est même sacré entraîneur français de l'année 1975 par l'hebdomadaire France Football. Il est reconduit dans ses fonctions jusqu'à la fin de la saison 1977-1978, lorsque le FC Metz s'essouffle et achève son exercice en 12e position. Il reste cependant au sein du club encore un an en tant que manager général.
Il prend ensuite la direction du RCFC Besançon en 1979 et y reste moins d'un an. Il débarque en avril de la même saison à l'AS Nancy-Lorraine.
Georges Huart décède en novembre 1984 d'une crise cardiaque. La Maison des Sports d'Aulnoye a été baptisé en son honneur.

## Palmarès
- Entraîneur français de l'année 1975 selon France Football